# James Hamilton (Sprachlehrer)
James Hamilton (* 1769 in London; † 31. Oktober 1831 in Dublin) ist der Erfinder der nach ihm benannten Methode, fremde Sprachen zu erlernen.

## Leben
Er ließ sich 1798 in Hamburg nieder, wo er unter Anleitung des französischen Emigranten d’Angeli nach einer eigentümlichen Methode die deutsche Sprache erlernte. Er stellte die Bedingung auf, dass er von den Regeln der Grammatik verschont werde. Der Unterricht verlief daher so, dass der Lehrer für ihn den Text eines deutschen Anekdotenbuches wörtlich übersetzte und nur dort, wo es unvermeidlich war, grammatikalische Erklärungen anfügte. Nach nur zwölf Stunden konnte Hamilton so bereits einfache Texte lesen. Der Versuch sich seinen Lebensunterhalt als Geschäftsmann in Holland, England oder Amerika zu verdienen scheiterte. Daher ließ er sich 1815 als Sprachlehrer in New York nieder und begann nach dieser Methode Unterricht in der französischen Sprache zu erteilen. Seine Schüler benötigten nur 10 Unterrichtseinheiten, um ohne Lexikon beispielsweise Texte des Johannesevangeliums aus dem Französischen ins Englische zu übertragen. Dabei setzte er wiederum auf seine von der grammatischen Methode abweichende Lehrart mit der wortgetreuen Linearübersetzung zusammenhängender Texte.
1823 kehrte er nach England zurück und gab dort bis zu seinem Tod Unterricht in Latein, Griechisch, Französisch, Italienisch und Deutsch. Seine Lehrmethode fand in Amerika, England, Frankreich und Deutschland großen Anklang, obschon sie in letzterem Lande die Philologen zu heftigen Gegnern hatte; auch die weitverbreiteten Toussaint-Langenscheidtschen Unterrichtsbriefe beruhen auf ihr.
Die „Hamilton-Methode“ wurde von einigen deutschen Schulen eingeführt, insbesondere in Württemberg, wo Leonard Tafel sie weiterentwickelte.